# Hoppbacken i Hindås

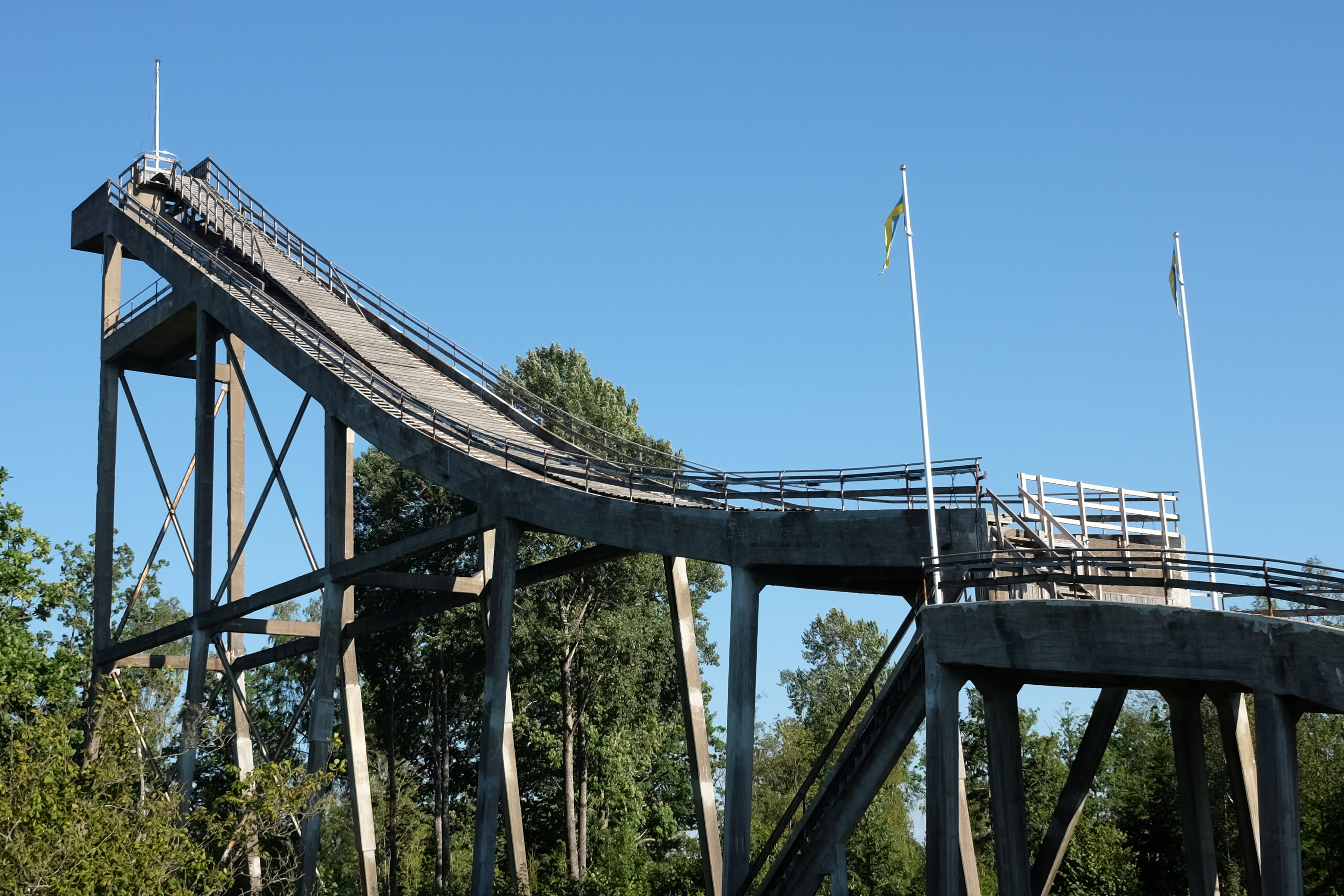
Hoppbacken i Hindås.

Hoppbacken i Hindås är en inte längre aktiv backhoppningsbacke i Hindås. Den ligger vid Hindåsgården. Anläggningen är byggnadsminne sedan den 5 december 2022.
De första hoppbackarna i Hindås byggdes 1904–1906 och var byggda i trä. 1932 revs de, varefter man byggde två nya backar, en mindre i granit och en större i betong. Den stora betonghoppbacken stod klar 1933. Sedan 1986 har hoppbacken stått övergiven, och 2015 bildades en stiftelse med mål att bevara den som byggnadsminne och utkiksplats.

## Bilder

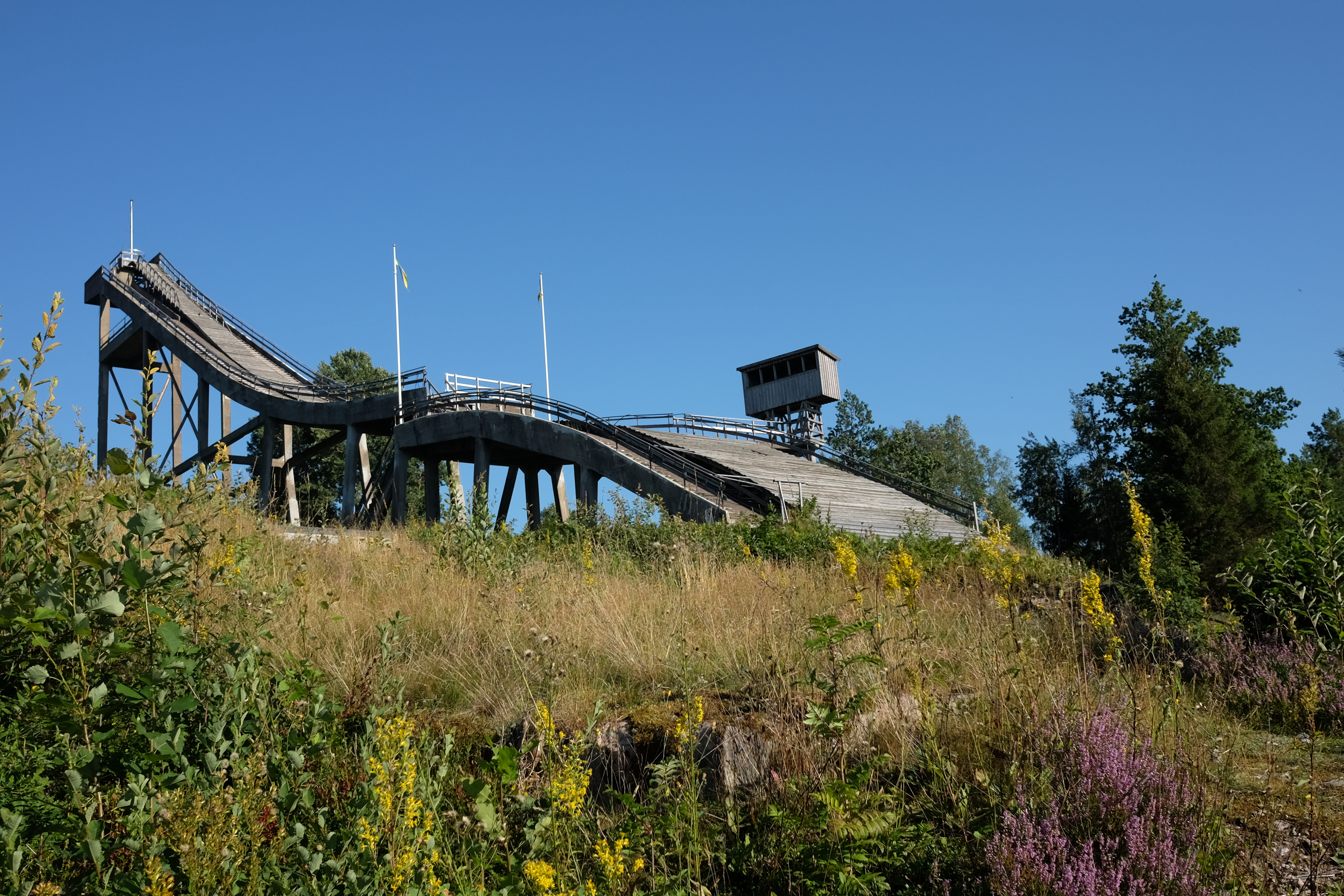
Stora backen
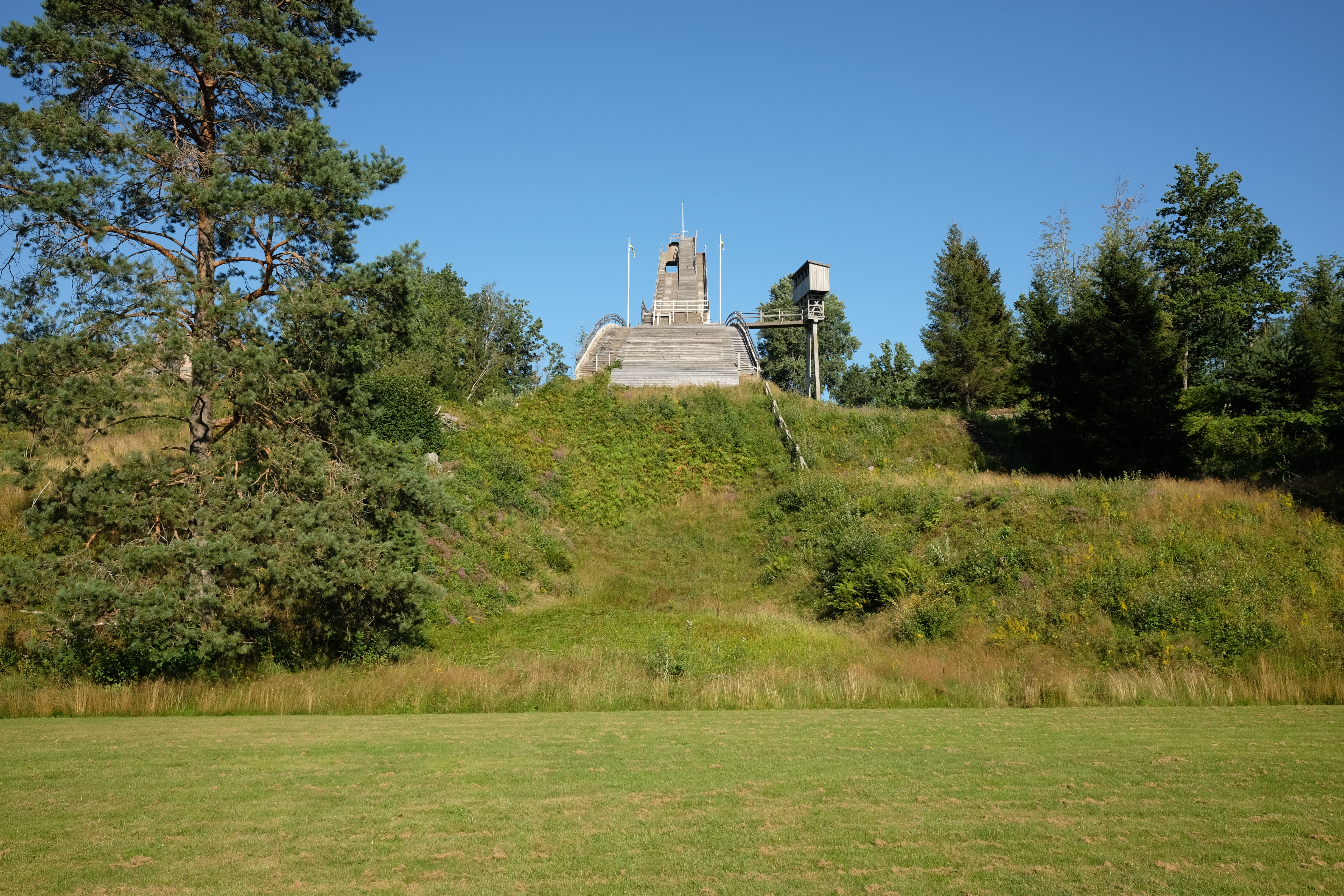
Backen nedifrån
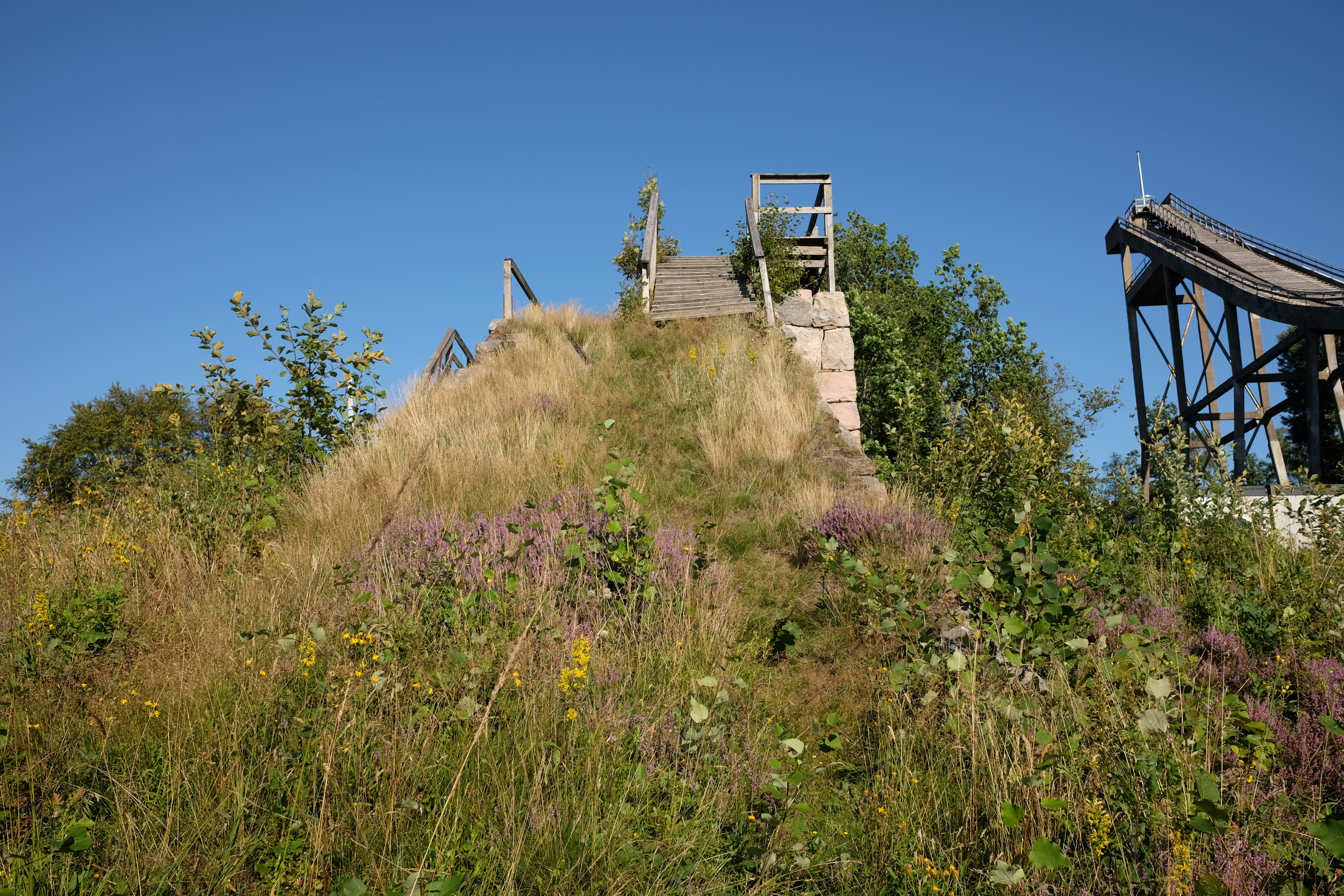
Lilla backen